# Study Butte
Study Butte ist ein census-designated place im südlichen Brewster County im Westen des US-Bundesstaates Texas. Benannt wurde der Ort nach Doktor Will Study, der um 1900 die umliegenden Quecksilbervorkommen erschloss. Vor dem Census von 2010 bildete Study Butte zusammen mit Terlingua einen gemeinsamen Census-designated place.

## Geographie
Study Butte liegt an der Einmündung der Farmroad 170 in den Texas State Highway 118 etwa sechs Kilometer vom westlichen Eingang zum Big-Bend-Nationalpark, acht Kilometer östlich von Terlingua und 126 Kilometer südlich von Alpine. Der Ort befindet sich 781 Meter über dem Meeresspiegel, seine Fläche umfasst 12,3 Quadratkilometer und hat mit 233 Einwohnern (2010) eine Bevölkerungsdichte von 18,9 Einwohnern pro Quadratkilometer.
Das Klima ist ein subtropisches Wüstenklima, es ist trocken, 25 Regentage mit insgesamt 232 mm Niederschlag pro Jahr, und heiß, die durchschnittliche Tageshöchsttemperatur beträgt 30 Grad Celsius, in den Monaten Mai bis August liegt die durchschnittliche Tageshöchsttemperatur über 35 Grad.
Der Boden ist steinig, die Vegetation besteht aus Buschwerk und Gras.

## Geschichte
Um 1900 begann die industrielle Erschließung der Quecksilbervorkommen im Gebiet der heutigen Orte Study Butte und Terlingua, wobei die Bevölkerungszahl niedrig blieb. 1940, als die Rainbow Mercury Mine größter Arbeitgeber im Ort war, bestand die Einwohnerschaft lediglich aus 40 Personen. Der Ort hatte eine eigene Schule und einen General Store. Einen bescheidenen wirtschaftlichen Aufschwung erlebte der Ort während des Zweiten Weltkriegs, jedoch musste die Mine wegen sinkender Nachfrage nach Quecksilber Ende der 1940er Jahre schließen. In den folgenden beiden Jahrzehnten sank die Einwohnerzahl auf zehn bis fünfzehn. Als die Diamond Shamrock Corporation die Mine 1970 wieder in Betrieb nahm, stieg die Einwohnerzahl auf über 100. Zwei Jahre später musste die Mine aus wirtschaftlichen Gründen wieder aufgegeben werden.
Aufgrund der Lage am westlichen Ende des Big-Bend-Nationalparks entwickelte sich Study Butte zu einem bescheidenen Touristenzentrum. So betrug die Bevölkerung 1990 120 und stieg bis 2000 auf 267.